# Diecezja Görlitz

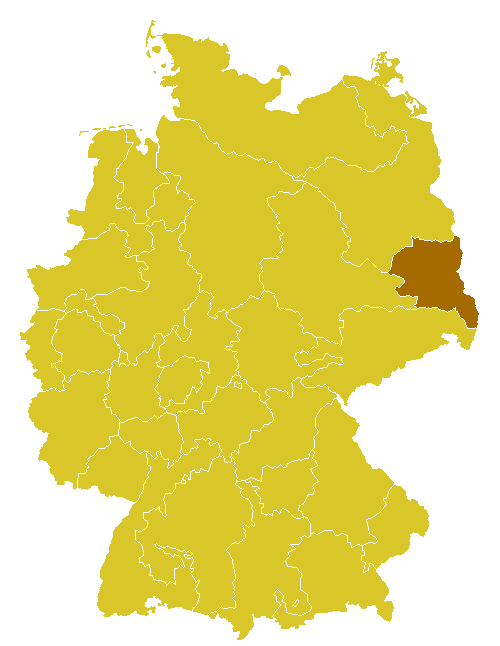
Obecne granice diecezji Görlitz

Diecezja Görlitz (łac. Dioecesis Gorlicensis, pol. diecezja zgorzelecka) – katolicka diecezja niemiecka położona w południowo-wschodniej części kraju, obejmująca swoim zasięgiem część Łużyc. Siedziba biskupa znajduje się w katedrze św. Jakuba w Görlitz.

## Historia
Po zakończeniu II wojny światowej granica między Polską a Niemcami została ustalona na Odrze i Nysie Łużyckiej, co oznaczało podział dotychczasowej archidiecezji wrocławskiej między te dwa państwa, z których jedna znalazła się w granicach NRD. Rządy w niemieckiej części archidiecezji objął wikariusz kapitulny Ferdinand Piontek, której  siedzibą stało się Görlitz.
W 1959 utworzono wikariat apostolski archidiecezji wrocławskiej dla terenów na zachód od Odry i Nysy Łużyckiej. Po oficjalnym uznaniu tej granicy przez rząd RFN papież Paweł VI powołał administraturę apostolska dla niemieckiej części archidiecezji wrocławskiej w Görlitz.
Taki stan rzeczy przetrwał do 27 czerwca 1994, kiedy to papież Jan Paweł II na mocy konstytucji apostolskiej utworzył diecezję Görlitz, będącą sufraganią archidiecezji Berlina. Na pierwszego biskupa diecezji papież mianował  Rudolfa Müllera. 21 września 1994 papież uczynił św. Jadwigę Śląską główną patronką diecezji.
Jest to najmniejsza diecezja na terenie Niemiec.

## Biskupi
- Biskup diecezjalny: Wolfgang Ipolt

## Główne kościoły
- Katedra św. Jakuba w Görlitz

## Patroni
- św. Jadwiga Śląska